# Lygisaurus
Lygisaurus es un género de lagartos perteneciente a la familia Scincidae. Se distribuyen por Australia y Nueva Guinea.

## Especies
Según The Reptile Database:
- Lygisaurus abscondita (Worthington, Wilmer, Couper, Amey, Zug & Roberts, 2005)
- Lygisaurus aeratus (Garman, 1901)
- Lygisaurus curtus (Boulenger, 1897)
- Lygisaurus foliorum De Vis, 1884
- Lygisaurus laevis (Oudemans, 1894)
- Lygisaurus macfarlani (Günther, 1877)
- Lygisaurus malleolus (Roberts, Couper, Worthington, Wilmer, Amey & Zug, 2005)
- Lygisaurus novaeguineae (Meyer, 1874)
- Lygisaurus parrhasius (Couper, Covacevich & Lethbridge, 1994)
- Lygisaurus rococo Ingram & Covacevich, 1988
- Lygisaurus sesbrauna Ingram & Covacevich, 1988
- Lygisaurus tanneri Ingram & Covacevich, 1988
- Lygisaurus zuma Couper, 1993